# Young Justice (animatieserie)
Young Justice is een Amerikaanse animatieserie die werd uitgezonden op Cartoon Network sinds 26 november 2010. De serie is gemaakt door Brandon Vietti en Greg Weisman en gebaseerd op de gelijknamige strips van DC Comics. In Nederland en Vlaanderen ging de serie in première op 23 juni 2012.
Het tweede seizoen kreeg de naam Young Justice: Invasion. Na 46 afleveringen liep de serie ten einde op 16 maart 2013. In Nederland en Vlaanderen werd de finale uitgezonden op 31 januari 2014. Sinds 1 juni 2015 wordt de serie in het Engels met Nederlandse ondertiteling uitgezonden op VIER.
Op 7 november 2016 maakte  Warner Bros. Animation bekend dat er toch een derde seizoen ging komen, getiteld Young Justice: Outsiders, dat op 4 januari 2019 verscheen op de streamingdienst DC Universe. Op 16 oktober 2021 verscheen het vierde en laatste seizoen op HBO Max, getiteld Young Justice: Phantoms. De laatste aflevering kwam uit op 9 juni 2022.

## Verhaal
In het begin van de serie ontstaat er een nieuwe groep superhelden, gevormd door Aqualad, Robin, Kid Flash en Superboy. Dit zijn respectievelijk de hulpjes van Aquaman, Flash en Batman en een kloon van Superman. De groep vormt een jonge versie van de Justice League, die opdrachten moeten uitvoeren waartoe de volwassen Justice League niet in staat is wegens hun wereldwijde bekendheid. Het hoofdkwartier van de tieners wordt de Mount Justice. Er ontstaat een nieuwe dreiging gevormd door een groep schurken die zichzelf ‘Het Licht’ (‘The Light’) noemt. Beetje bij beetje komen de helden erachter wat deze groep van plan is.
In het eerste seizoen staat vertrouwen centraal. Ze komen erachter dat er een mol in het team zit. Verschillende leden hebben elk een geheim waarmee ze gechanteerd worden door Het Licht. Superboy raakt afhankelijk van 'schilden' ('shields'): pleisters die zijn menselijk dna onderdrukken en hem even sterk maken als Superman. De pleisters maken hem echter agressief en tevens afhankelijk van Lex Luthor. Het Licht komt erachter dat Miss Martian eigenlijk een witte martiaan is, maar zich voortdurend voordoet als een groene martiaan omdat ze zich schaamt voor haar ware gedaante. Artemis doet zich voor als de nicht van Green Arrow, maar haar familieleden zijn in werkelijkheid criminelen.
Het tweede seizoen speelt zich vijf jaar later af. Het team heeft nu vele nieuwe leden. De oude leden krijgen te maken met drastische veranderingen in hun leven. In dit seizoen sluit Het Licht een deal met een buitenaards ras.

## Nederlandse stemmen
Creative Sounds was verantwoordelijk voor de Nederlandse nasynchronisatie van beide seizoenen.

### Young Justice
- Daan van Rijssel: Batman
- David Meijer: Superboy[1]
- Dieter Jansen: Joker
- Donna Vrijhof: Rocket
- Finn Poncin: Aqualad
- Fred Meijer: Green Arrow, Lex Luthor, Guardian / Jim Harper
- Jann Cnossen: Black Canary
- Jop Joris: Kid Flash
- Jürgen Theuns: Klarion, Psimon
- Lotte Horlings: Artemis
- Louis van Beek: Superman, Graaf Vertigo, Red Tornado
- Melise de Winter: Wonder Woman
- Murth Mossel: Brick, Martian Manhunter
- Paul Boereboom: Robin I
- Reinder van der Naalt: Dubbilex, Zatara, Hugo Strange
- Rolf Koster: Flash, Tommy Terror, Lucas Carr, Brain
- Shanna Chatterjee: Miss Martian, Tuppence Terror
- Simon Zwiers: Captain Marvel, Aquaman
- Stan Limburg: Desmond, T.O. Morrow, Wotan, Kobra, Vulko, Icicle Sr., Hamilton Hill, Vykin
- Tony Neef: Red Arrow, Sportsmaster[2]

### Young Justice: Invasion
- Daan van Rijssel: Batman
- Boyan van der Heijden[bron?]: Robin III
- David Meijer: Superboy[1]
- Donna Vrijhof: Rocket
- Finn Poncin: Aqualad
- Florus van Rooijen: Blue Beetle
- Fred Meijer: Green Arrow, Lex Luthor, Black Beetle
- Jann Cnossen: Black Canary
- Joop van den Beucken: Neutron
- Job Bovelander: Tye
- Jop Joris: Kid Flash
- Jürgen Theuns: Psimon
- Lotte Horlings: Artemis
- Louis van Beek: Superman
- Mark Omvlee: Nightwing (Robin I)
- Mary Opoku: Bumblebee
- Melise de Winter: Wonder Woman, Sharon Vance
- Murth Mossel: Green Lantern / John Stewart, Dr. Fate / Nabu
- Nathan van der Horst: Beast Boy
- Nicole van Doorn: Wonder Girl
- Paul Disbergen: Green Beetle
- Reinder van der Naalt: Eduardo Dorado Sr., Professor Ivo, Alfred Pennyworth
- Rolf Koster: Flash, Tommy Terror
- Shanna Chaterjee: Miss Martian, Tuppence Terror
- Simon Zwiers: Bane
- Stan Limburg: G. Gordon Godfrey
- Tony Neef: Red Arrow, Sportsmaster, Arsenal, David Reid, Dudley H Dudley

## Beschikbaarheid
In Nederland en Vlaanderen is Young Justice nog niet op dvd verschenen, maar er zijn wel al drie Franse en Spaanse dvd's die Nederlandse ondertiteling bevatten. Deze bevatten in totaal de eerste 12 afleveringen. Het is niet bekend of Warner Bros ooit Nederlandse versies van deze dvd's gaat maken.
Op 16 juni 2014 werd Young Justice voor de laatste keer uitgezonden op de Nederlandse Cartoon Network.
Op 1 januari 2018 kwamen de  eerste twee seizoenen van Young Justice op Netflix. Ook de Nederlandse versie was te zien. Maar de serie werd op 31 december 2021 van Netflix verwijderd. Alleen de eerste twee seizoenen waren te zien.